# Mauro Nemčanin
Mauro Nemčanin (18. siječnja 2000.), hrvatski gimnastički reprezentativac. Vježbač je na konju s hvataljkama, a bio je i vježbač na tlu. Član je GK Inova Gim. Iz Osijeka je.
U konkurenciji kadeta i mlađih juniora osvojio je više od 7 zlatnih medalja, pri čemu je dvostruki državni prvak za mlađe juniore za 2013. godinu u disciplinama: vježba na tlu i konj s hvataljkama. Te je godine stekao uvjet za darovitog športaša Hrvatske V kategorije. Smatralo ga se tad da je jedan od najnadarenijih mladih gimnastičara koje je Hrvatska gimnastika ikad imala. Bio je bio kandidat kluba za trofej kuna grada Osijeka za 2013. godinu. Bio je drugi mjesto na Europskom olimpijskom festivalu mladih 2017. godine te juniorski prvak Hrvatske 2016. i 2017. godine. Treneri su Nenad Solar i Saša Solar.
Nakon što se teško ozlijedio Filip Ude, Nemčanin je izabran za hrvatske sudionike Svjetskog prvenstva u Stuttgartu 2019.  na osnovu bodova koje je dobio za plasman na Europskom prvenstvu za juniore godinu prije, 2018. godine. 2019. je postao hrvatski doprvak na konju s hvataljkama, iza hrvatske gimnastičke legende Roberta Seligmana.